# St Helens North (circonscription britannique)

St Helens North dans le Merseyside.

La circonscription de St Helens North est une circonscription électorale anglaise située dans le Merseyside et représentée à la Chambre des communes du Parlement britannique.